# René Neunzig
René Neunzig (* 20. April 1976 in Köln) ist ein ehemaliger deutscher Footballspieler.

## Laufbahn
Neunzig begann 1989 mit dem Footballsport, im Herrenbereich trug er von 1995 bis Ende 2003 das Hemd der Cologne Crocodiles und wurde mit den Kölnern im Jahr 2000 deutscher Meister. Im Frühjahr 2000 spielte der 1,90 Meter große Linebacker zusätzlich für Berlin Thunder in der NFL Europe.
Als Trainer war Neunzig ab der Saison 2008 bei den Cologne Falcons tätig und bekleidete das Amt des Verteidigungskoordinators, 2010 stieg er dort zum Cheftrainer des Zweitligisten auf. In der zweiten Jahreshälfte 2011 weilte er in den Vereinigten Staaten und gehörte in Florida zum Trainerstab der Jupiter High School. Anschließend war Neunzig bei den Cologne Crocodiles im Jugendbereich sowie in den Spielzeiten 2013 und 2014 bei den Herren (Trainer der Linebacker) tätig. Von 2014 bis 2017 betrieb Neunzig, der 2014 Witwer wurde, eine Kölner Gaststätte. In der Saison 2019 arbeitete er als Assistenztrainer beim Zweitligisten Solingen Paladins. Im Herbst 2019 wurde Neunzig bei der Nationalmannschaft Tunesiens als Assistenztrainer tätig und übernahm dort den Verantwortungsbereich Verteidigung.